# Jean Roberts
Pour les articles homonymes, voir Jean Roberts (martyr) et Roberts.
Jean Evelyn Roberts, née le 18 août 1943 à Geelong et morte le 17 septembre 2024, est une athlète olympique australienne, spécialisée dans le lancer du poids et le lancer du disque.
Elle concoure pour le club Coburg, aux côtés des athlètes tels que Raelene Boyle et Carolyn Lewis (en)
Roberts remporte un total de treize Championnats d'Australie en athlétisme (en) entre 1962 et 1970, dont huit en lancer du poids. Elle remporte également deux championnats britanniques au lancer du poids en 1971 et 1972
Elle participe à quatre Jeux du Commonwealth entre 1962 et 1974, remportant des médailles à chaque fois, et représente l'Australie aux Jeux olympiques du Mexico en 1968. Sa sœur aînée Val Roberts (en) participe à la compétition de gymnastique aux Jeux olympiques de 1960 et de 1964.
Jean remporte également les championnats de l'Union American Athletic en 1973 et en 1975 en lancer du disque.
Jean reçoit son doctorat en éducation de l'université Temple, dans le milieu des années 1970, puis devient entraîneure et enseigne à l'université du New Hampshire.
Elle est la première directrice de l'entraînement pour l'Athletics Australia de 1979 à 1985, puis une administratrice à l'Australian Institute of Sport jusqu'en 2001. Elle y dirige les programmes de formation du Centre Olympique pour les athlètes, les entraîneurs et les praticiens de la médecine sportive de l'Océanie et de dix pays africains,,.
Jean Roberts meurt le 17 septembre 2024 à l’âge de 81 ans.